# Port de Coux
Le port de Coux est un port ostréicole de la commune d'Arvert en Charente-Maritime, sur la rive gauche de la Seudre. Il est situé non loin du port de La Grève (La Tremblade) et du port de La Grève à Duret, le second port de la commune d'Arvert . 
Le port se trouve sur la rive droite du chenal de Coux qui marque la limite naturelle entre la commune d'Arvert et de La Tremblade. Le port à une double-cale en ciment.